# Storia della Sicilia aragonese
La storia della Sicilia aragonese incominciò formalmente il 26 settembre 1282, quando Carlo I d'Angiò, sconfitto dai siciliani e dall'esercito del re Pietro III d'Aragona nei Vespri siciliani, lasciò l'isola per rifugiarsi a Napoli. Nel 1412 il regno passò ai Trastámara d'Aragona. Si concluse (formalmente, allorché la Sicilia passò sotto la diretta dominazione spagnola) il 23 gennaio 1516, con la morte del re Ferdinando II d'Aragona.

## Storia

### Il governo dei sovrani della dinastia angioina
Dal momento in cui Re Carlo aveva messo piede in Sicilia, una serie di rivolte avevano minato il potere angioino sull'isola. Il fiscalismo esoso della nuova dinastia, la mancanza di sensibilità verso i problemi del popolo e i soprusi operati dalla classe dirigente si erano presto inimicati l'intera popolazione. Inoltre i papi, Clemente IV e Martino IV, furono accondiscendenti nei confronti di Carlo d'Angiò e ciò non facilitò la situazione.
Dall'altra parte del mar Mediterraneo, nella Corona d'Aragona, la regina Costanza, figlia di Manfredi e unica discendente della dinastia sveva, premeva il marito Pietro III d'Aragona per ritornare in Sicilia, dove la popolazione manteneva ancora il ricordo dello splendore raggiunto con il nonno l'imperatore Federico II.

### La rivolta deiVespri

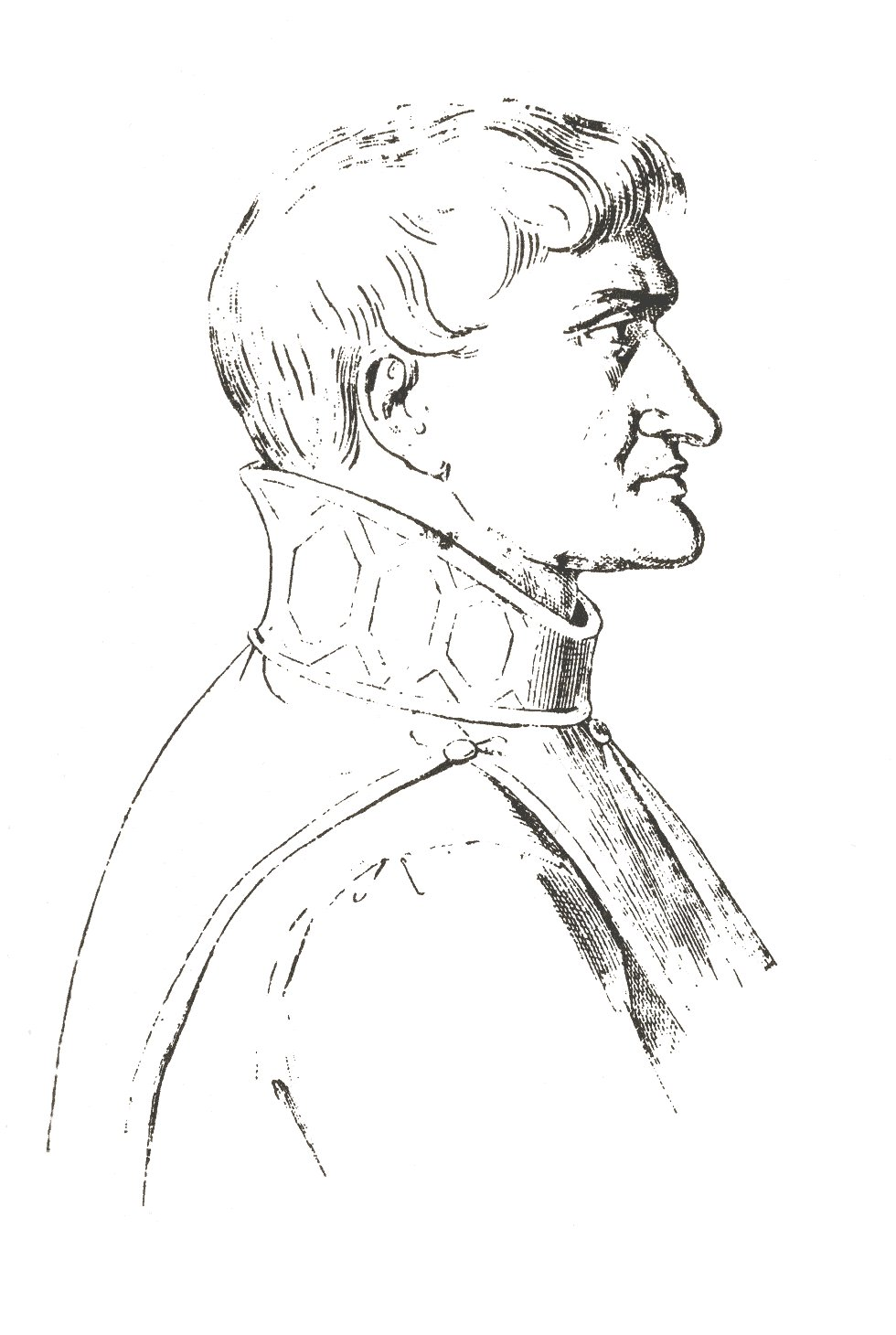
Giovanni da Procida

La scintilla dell'inizio delle rivolte dette Vespri siciliani sbloccò la situazione. Il 31 marzo 1282 a Palermo incominciò una vera e propria carneficina di francesi. In loro difesa arrivò il Re Carlo dal continente. Ebbe così inizio l'assedio di Messina, che durò alcuni mesi senza nessun risultato.
Giovanni da Procida, fido consigliere della famiglia Hohenstaufen anche in Aragona, fu uno dei protagonisti della rivolta e fu lui a favorire l'arrivo in Sicilia di Pietro III, a cui offrì la corona. Per questo sarebbe stato nominato Gran Cancelliere di Sicilia. Quest'atto significò la trasformazione della semplice insurrezione in un vero conflitto politico fra Siciliani e Aragonesi da un lato e gli Angioini, il Papato, il Regno di Francia e le varie fazioni guelfe dall'altra.

### Pietro d'Aragona

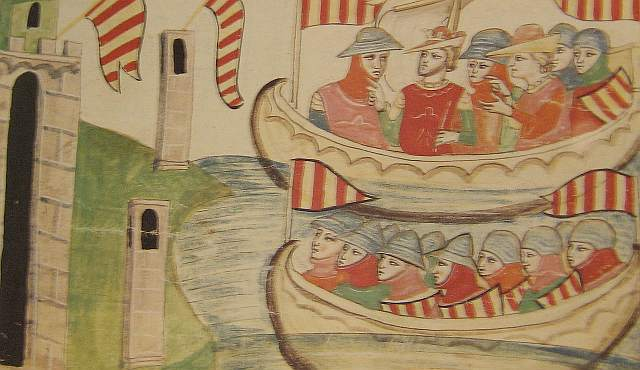
Pietro III d'Aragona sbarca a Trapani

Appena scoppiò la rivolta in Sicilia, la flotta aragonese, sbarcata il 30 agosto 1282 a Trapani, era già a Palermo e con l'occupazione della città da parte di Pietro III, Carlo d'Angiò fu costretto a ritirarsi nel settembre 1282 a Napoli. Pietro III fu così libero di impadronirsi del trono e di ottenere il titolo di Re di Sicilia. Mantenne però divise le corone di Aragona e Sicilia. Impegnato nel 1284 nella crociata aragonese lasciò l'isola. In sua assenza nominò un luogotenente per sostituirlo. Si avvicendarono così nella conduzione del regno Alfonso III d'Aragona e Giacomo II d'Aragona.
La situazione politica, a vent'anni di distanza dalla prima rivolta, non era ancora chiara. Carlo II d'Angiò rivendicava ancora l'isola e gli Aragonesi, in difficoltà in Spagna, cercarono con un accordo con gli Angioini una via d'uscita dal conflitto che si stava venendo a ricreare, abbandonando così i siciliani e le loro aspettative. In questo contesto il Parlamento siciliano, riunito al Castello Ursino di Catania, elesse come Re di Sicilia il fratello di Giacomo Federico III d'Aragona, molto sensibile alle istanze della Sicilia. 
Il piano di alleanze fu stravolto: da questo momento i siciliani continuarono la lotta sotto la reggenza di Federico, contro sia gli Angioini sia gli Aragonesi di Spagna del Re Giacomo.

#### Il Parlamento siciliano
Il Parlamento siciliano in epoca aragonese, composto da feudatari, sindaci delle città, dai conti e dai baroni era presieduto e convocato dal re.
La funzione principale era la difesa dell'integrità della Sicilia, come valore massimo anche nei confronti dell'assolutismo del re e nell'interesse di tutti i siciliani. Il re, infatti, non poteva né stringere accordi di qualunque natura (politica, militare o economica) né dichiarare guerre senza aver prima consultato e ottenuto l'approvazione dell'organo parlamentare che, per costituzione, doveva essere convocato almeno una volta l'anno nel giorno di «Tutti i Santi». Il Parlamento costituzionalmente aveva il compito di eleggere il re e di svolgere anche la funzione di organo garante del corretto svolgimento della giustizia ordinaria esercitata da giustizieri, giudici, notai e dagli altri ufficiali del regno.

### La pace di Caltabellotta
Nel 1302 si firmò infine la pace di Caltabellotta, che divideva il regno di Sicilia in regno di Trinacria (solo l'isola), affidato a Federico e quello di Napoli (la parte della penisola), guidato da Carlo d'Angiò. Federico, affidata la corona al figlio Pietro, cercò di aggirare la pace e la guerra riprese nel 1313. Si riuscì a trovare un accordo finale solo alla morte di Pietro (1342), quando salì al trono il figlio Ludovico sotto tutela di Giovanni d'Aragona. 
Fu probabilmente grazie alla diplomazia di Giovanni che si raggiunse un primo accordo di pace con gli Angioini detto la «Pace di Catania» l'8 novembre 1347. 
Ma la guerra fra Sicilia e regno di Napoli si sarebbe chiusa solo il 20 agosto 1372 dopo ben novanta anni, con il Trattato di Avignone firmato da Giovanna d'Angiò e Federico IV d'Aragona, con l'assenso di Papa Gregorio XI.

### La Sicilia come regno indipendente
Dopo la Pace di Caltabellotta, la Sicilia conobbe un lungo periodo di relativa stabilità politica. Le lotte tra le due fazioni della nobiltà siciliana, l'una detta "dei Catalani" - di cui facevano parte quelle famiglie di provenienza iberica giunte nell'isola ai tempi delle guerre contro gli Angioini, come gli Alagona, i De Luna, i Moncada, i Peralta, i Valguarnera - l'altra detta "dei Latini" - composta da quei baroni siciliani di antico lignaggio, presenti nell'isola già prima dell'epoca aragonese, e legati ai dominatori angioini, come i Chiaramonte, i Lanza, i Palizzi, i Perollo, gli Uberti, e a più riprese i Ventimiglia - si erano infatti attenuate.
A Ludovico successe al trono Federico IV il semplice. Federico lasciò il regno alla figlia minorenne Maria, nata dal matrimonio con Costanza figlia del re Pietro IV d'Aragona, affiancata da quattro vicari: Artale Alagona, conte di Mistretta, Guglielmo Peralta, conte di Caltabellotta, Francesco Ventimiglia, conte di Geraci e Manfredi Chiaramonte, conte di Modica. Artale Alagona scelse per la giovane regina Maria la residenza del castello Ursino di Catania, progettando di darla in sposa a Gian Galeazzo Visconti, duca di Milano. Ma la fazione capeggiata dai Ventimiglia voleva che sposasse Martino figlio del duca di Montblanc presunto erede del trono aragonese.
Il rapimento di Maria portato a termine da Guglielmo Raimondo Moncada, conte di Agosta fece fallire i progetti del Conte di Mistretta e permise il matrimonio della regina con Martino di Montblanc nel 1392. 
Con la morte di Maria avvenuta nel 1402, si estinse il ramo aragonese-siculo che fino ad allora aveva regnato in Sicilia. Re Martino I si sposò con Bianca, erede del trono di Navarra, che scelse di stabilirsi a Catania assieme alla corte. 
Poi Martino I morì a Cagliari nel 1409 all'età di 33 anni e a lui succedette il vecchio padre Martino il Vecchio, re d'Aragona, che però morirà l'anno successivo.

### L'annessione alla Corona d'Aragona
La Sicilia, con l'annessione alla Corona d'Aragona di Spagna, divenne un vicereame e perse l'indipendenza che aveva conquistato con la rivolta dei Vespri. 

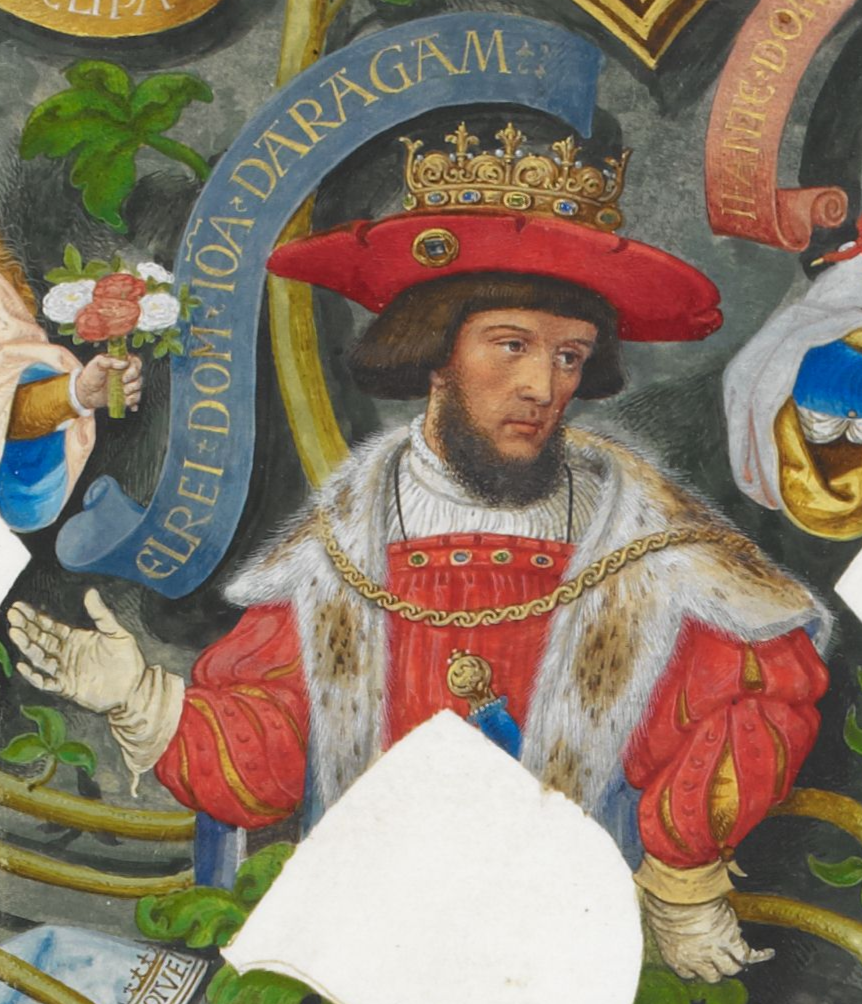
Giovanni di Trastámara, dal 1415 primo viceré di Sicilia

Infatti, morto senza eredi il Re Martino nel 1410, le Cortes della Corona d'Aragona nel 1412 con il Compromesso di Caspe, decisero che sovrano della Corona d'Aragona e re di Sicilia sarebbe stato il principe castigliano Ferdinando di Trastámara, detto el de Antequera, figlio secondogenito del re Giovanni I di Castiglia e della sua prima moglie, Eleonora d'Aragona, figlia di re Pietro IV di Aragona e della sua terza moglie, Eleonora di Sicilia.
I territori della Corona d'Aragona passarono dunque sotto il dominio del ramo collaterale dei Trastámara, regnante in Castiglia, e subito dopo la sua incoronazione, il re Ferdinando I d'Aragona proclamò l'unione perpetua della Sicilia alla Corona d'Aragona, con il figlio minore Giovanni dal 1415 governatore e viceré. 
Nel 1416, il figlio maggiore di Ferdinando, Alfonso, succedette al padre; il 25 maggio 1416 riunì nella sala dei Parlamenti di Castello Ursino tutti i baroni e i prelati dell'isola per il giuramento di fedeltà al sovrano e fino al 30 agosto vi si svolsero gli ultimi atti della vita politica che videro Catania come città capitale del regno. Lo stesso Re Alfonso permise la nascita dell'Università degli Studi di Catania, o Siciliae Studium Generale, la più antica della Sicilia (1434).
Nel 1442 Alfonso conquistò il Regno di Napoli assumendo il titolo di Rex Utriusque Siciliae e unificando anche formalmente i due regni. Gli ultimi due re sono gli stessi del Regno d'Aragona: Giovanni II e Ferdinando II, che nel 1469 sposò Isabella di Castiglia.
Nel 1492 il Re Ferdinando con l'emanazione del decreto dell'Alhambra espulse gli Ebrei da tutti i reami in suo possesso: la massima parte degli ebrei siciliani emigrò nel Maghreb e nell'Impero ottomano, altri andarono in Calabria, che già aveva una comunità ebraica sin dal IV secolo. Ma successivamente verranno espulsi pure dal regno di Napoli dove il decreto sarà valido a partire dal 1524.
La dinastia Trastámara si estinse in linea maschile diretta con Ferdinando il Cattolico, poiché gli premorì l'unico figlio maschio avuto dalla prima consorte la Regina Isabella, il principe ereditario Giovanni, senza eredi. Alla morte di Isabella, nel 1504, gli succedette la figlia Giovanna, detta la Pazza, che aveva sposato Filippo d'Asburgo, ma la reggenza restò al padre Ferdinando fino alla sua morte nel 1516.
Le Corone d'Aragona e di Castiglia nel 1516 passarono dunque agli Asburgo, avendone assunto la reggenza il figlio Carlo, e ciò rappresentò l'inizio dell'era della Sicilia spagnola.